# Il rosso e il nero (programma televisivo)
Il rosso e il nero è stato un programma televisivo di attualità, condotto da Michele Santoro, andato in onda su Rai 3 nelle stagioni televisive 1992-1993 e 1993-1994.

## La trasmissione
La trasmissione aveva la stessa redazione di Samarcanda, infatti il programma rimpiazzò la storica trasmissione di Santoro ed anche questa trasmissione era realizzata in collaborazione con il Tg3.
Il titolo del programma si ispirava al romanzo di Stendhal e al fatto che con la caduta della Prima Repubblica si andava delineando un assetto politico bipolare. La trasmissione era basata su dibattiti in studio intorno a temi di attualità, con la partecipazione di giornalisti e altri ospiti. Nel corso del programma veniva effettuato un sondaggio d'opinione per via telematica su un campione precostituito di 800 persone.
La sera del 28 marzo 1994 viene realizzato un lungo speciale dedicato alle elezioni politiche dal titolo Scommetti sul rosso, sul nero o sullo zero?. La serata vede coinvolti oltre a Michele Santoro anche Federica Sciarelli e Fabio Fazio con il cast di Quelli che il calcio....
Nella stagione 1994-1995 il programma fu sostituito dalla trasmissione Tempo reale.

## Ascolti
Il 7 giugno 2011 Michele Santoro ha pubblicato nel sito internet di Annozero lo storico degli ascolti delle sue trasmissioni andate in onda su Rai 3 e su Rai 2.
| Anno      | Share Programma | Ascolti Programma | Share del Daytime di Rai 3 |
| --------- | --------------- | ----------------- | -------------------------- |
| 1992/1993 | 17,75%          | 4.478.000         | 9,31%                      |
| 1993/1994 | 22,42%          | 5.793.000         | 10,08%                     |